# Кодекс Вейтія

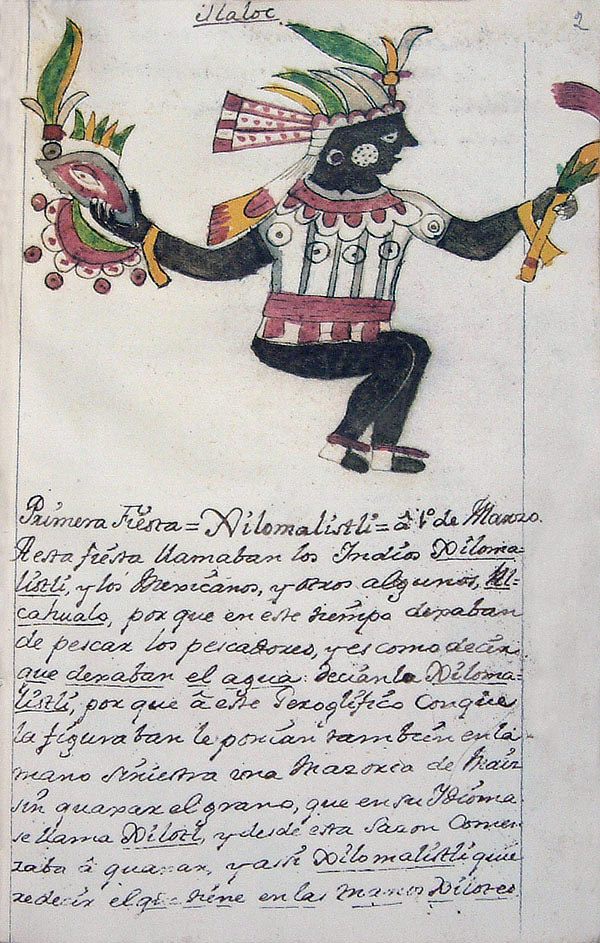
Кодекс Вейтія (уривок)

Кодекс Вейтія (Codex Veytia) — один з ацтекських кодексів-рукописів, написаних піктографічним письмом з коментарями іспанською мовою. Автор невідомий. Назву отримав за іменем колекціонера Маріано Фернендеса Ечеверія-і-Вейтія. Перебуває у бібліотеці Королівського палацу у Мадриді.

## Історія
Час створення достеменно невідомо. На думку дослідників це відбулося наприкінці XVI ст., проте стосовно цього думки розходяться. Цей кодекс є копією, яку у 1755 році викуплено Маріано Вейтія. Надалі увійшов до Групи Мальябекіано. Згодом стала частиною колекції Муньос. Натепер зберігається у біблетеці Вперше опубліковано у 1937 році, інші редакції відбулися у 1907, 1944 та 1986 роках. На сьогодні найавторитетнішими є дослідження кодексу професора Хосе Альціни Франча з Мадридського університету Комплутенсе та професора Франциско Моралеса Падрона з Севільського університету.

## Опис
Складається з 138 сторінок, розміром 21 х 13,5 см на європейському папірі. Поділено на 3 розділи.

## Зміст
Містить відомості з культури, календаря, етнографії ацтеків. Частково пов'язаний з кодексом Іштлільшочітля — зображення богів Тлалока і Уїцилопочтлі, храм Тескоко. Проте в іншому кодекс має суттєві відомості та доволі важливу інформацію.
Він здебільшого подає роз'яснення ритуально-культурологічного характеру. Значна частина присвячена поясненю значень та особливостей священного та сонячного календарів. Тут розміщено численні їх зображення з поясненнями.
Окремий розділ присвячено 18 фестивалям (святкуванням ацтеків) з прив'язкою до окремого божества. До усіх них додані відповідні малюнки.
В інфому розділу представлено календарну таблицю з місяцями і днями. Вона має більшу гарну якість на відміну від таблиці з кодексу Іштлільшочітля.